# Год-га-Шарон
32°09′09″ пн. ш. 34°53′29″ сх. д. / 32.15250° пн. ш. 34.89139° сх. д.
Год-га-Шаро́н (івр. הוֹד הַשָּׁרוֹן) — невелике місто (бл. 46 тис. жителів; статус міста — від 1990 року) у долині Шарон у Центральному окрузі Ізраїлю.
Місто розташоване на відстані 18 км у від Тель-Авіва (в північному напрямку).

## Історія і структура міста
Офіційно Год-га-Шарон проголошений містом лише в 1990 році, створено ж його як поселення було в 1964 році шляхом об'єднання 4 сусідніх селищ-мошавів — Маґдіель, Раматаїм, Хадар і Рамат Хадар, які, у свою чергу виникли в 1920-х роках і заселені були переважно репатріантами — вихідцями з України, Польщі та Литви. Переселенцями були висушені болота, закладені сади і плантації. Головним заняттям жителів мошавів було садівництво і вирощування цитрусових і авокадо.
Назва міста з гебрейської Год-га-Шарон дослівно — «Блиск долини Шарон».
Населення Год-га-Шарону різко зросло наприкінці 1980-х років.
40-e шосе, що з'єднує місто з Петах-Тіквою і Кфар-Савою, поділяє його на західну і східну частини. Від півдня місто обмежене річкою Яркон, а з півночі — шосе «Ґея». Наявність лише однієї дороги (хоча й шосе) для в'їзду/виїзду з міста здатне створювати пеаний дискомфорт, надто в час пік. Але останнім часом споруджено розв'язку з шосе № 4 (в обхід перехрестя Раанана), крім того зводиться з'єднання з шосе № 5. Таким чином, Год-га-Шарон отримує зручний вихід на дві головні ізраїльські траси і, відтак, відносно комфортне сполучення з будь-яким пунктом у країні. 40-е шосе, крім того, напряму поєднує Год-га-Шарон з аеропортом «Бен-Гуріон».

## Год-га-Шарон за сучасності
Створення Год-га-Шарона шляхом з'єднання мошавів мало низку прикметних наслідків: у місті немає щільної забудови, більшість житла — котеджі. У місті фактично відсутнє т.зв. «соціальне» житло, фактично лише з отриманням статусу міста розпочато будівництво кварталів багатоповерхівок. З іншого боку, вартість житла, як і муніципальний податок (арнона) в Год-га-Шароні є дещо вищими, порівняно з іншими подібними містами Центрального округу.
Год-га-Шарон може «похвалитися» розвинутою соціальною інфраструктурою, наявністю соціальних і спортивних об'єктів, парками і скверами. На південній околиці міста нещодавно закладений модерний парк. Також на околиці розташована невелика промислова зона.
По суті місто Год-га-Шарон являє «спальний район», адже чимало городян працюють в сусідніх Тель-Авіві, Кфар-Саві, Петах-Тікві, Раанані тощо.

## Відомі особи
В Год-га-Шароні народилась і виросла переможниця Євробачення - 2018 Нетта Барзілай.

## Галерея

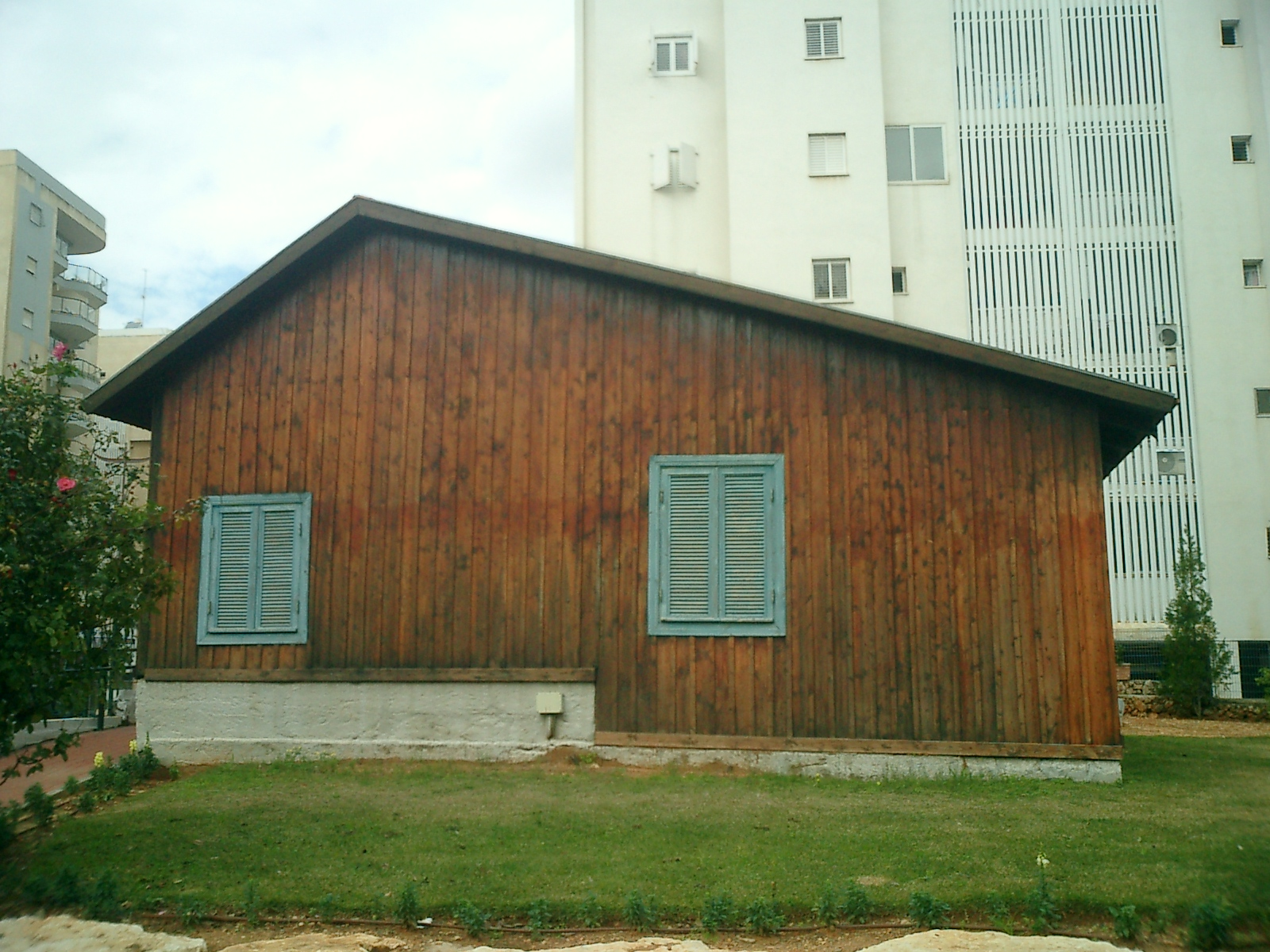
Так виглядало перше житло у селі Маґдіелі, що ввійшло до складу міста
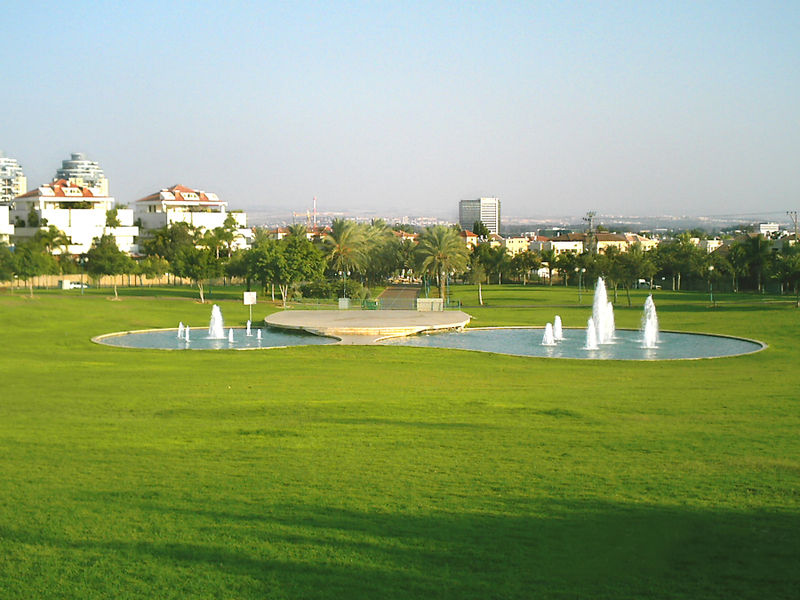
Парк «4 сезони», 2005
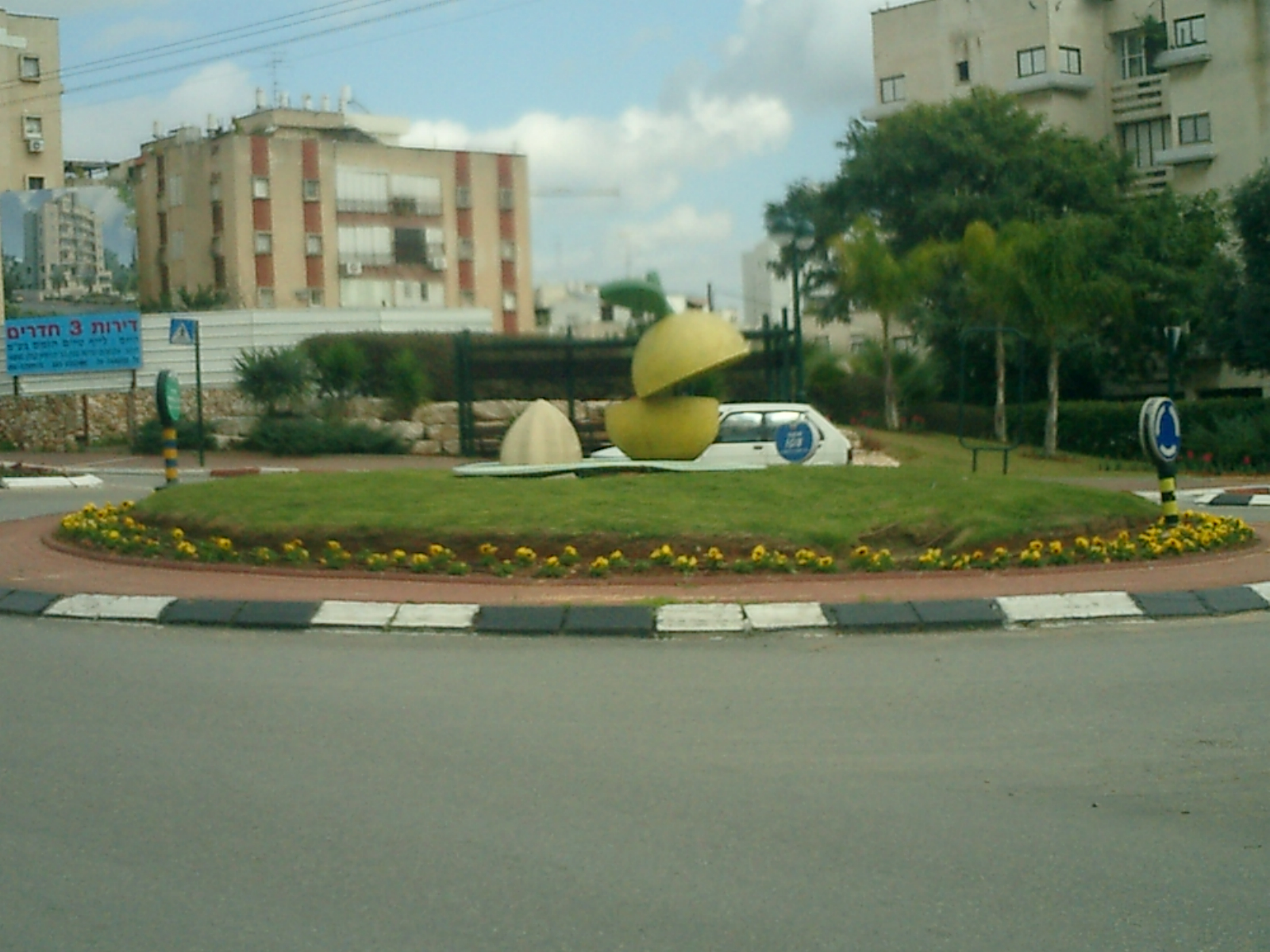
Лимонна площа, 2006
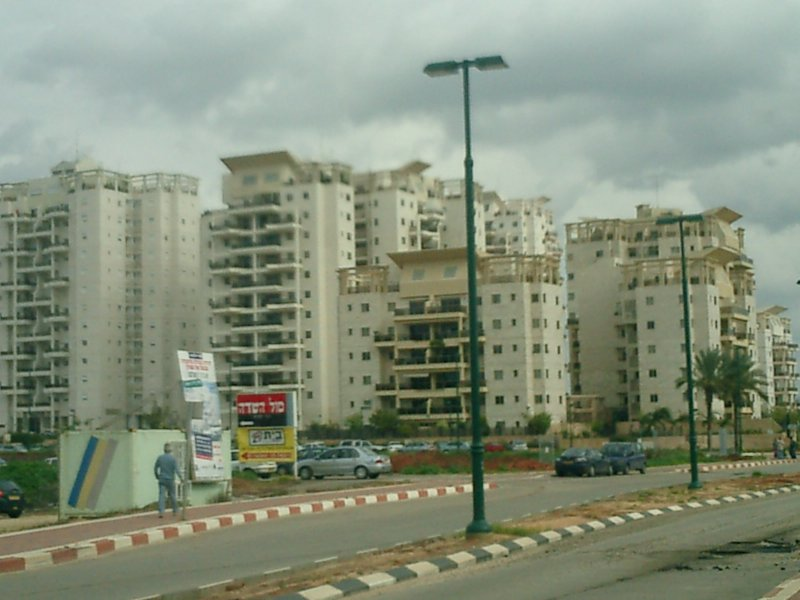
Сучасна забудова (до 20 поверхів) у Маґдіелі, 2006

## Виноски
1. ↑  Encyclopedia Judaica, Keter Publishing House, Jerusalem, 1972, Vol. 8, p. 802, "Hod Ha-Sharon"